# Eukoenenia spelaea
Eukoenenia spelaea är en spindeldjursart som först beskrevs av Henri de Peyerimhoff 1902.  Eukoenenia spelaea ingår i släktet Eukoenenia och familjen Eukoeneniidae.

## Underarter
Arten delas in i följande underarter:
- E. s. hauseri
- E. s. spelaea
- E. s. strouhali
- E. s. vagvoelgyii